# Kaia Iva
Kaia Iva, född 28 april 1964 i Türi, död 2 november 2023, var en estnisk lärare och konservativ politiker, tillhörande partiet Förbundet Fäderneslandet och Res Publica (IRL). Hon var från 23 november 2016 till 29 april 2019 Estlands socialminister i Jüri Ratas första regering.

## Biografi
Iva växte upp i Nõo och tog gymnasieexamen där 1981. Fram till 1986 studerade hon till matematik- och fysiklärare vid Tallinns pedagogiska institut (nuv. Tallinns universitet) och verkade efter examen som lärare i Türi. Hon kom därefter att växla bana till näringslivet. 
Iva blev medlem av det konservativa partiet Isamaaliit 1999, som sedermera slogs samman till IRL 2006. Mellan 2002 och 2005 var hon borgmästare i Türi. Från 2007 till 2015 var hon ledamot av Riigikogu, men förlorade sin plats i parlamentsvalet 2015. 2015–2016 var hon skolledare för en förskola i Türi innan hon 23 november 2016 utsågs till socialminister i regeringen Ratas.

## Familj och privatliv
Iva var gift och fick tre barn.